# Robert Palmer

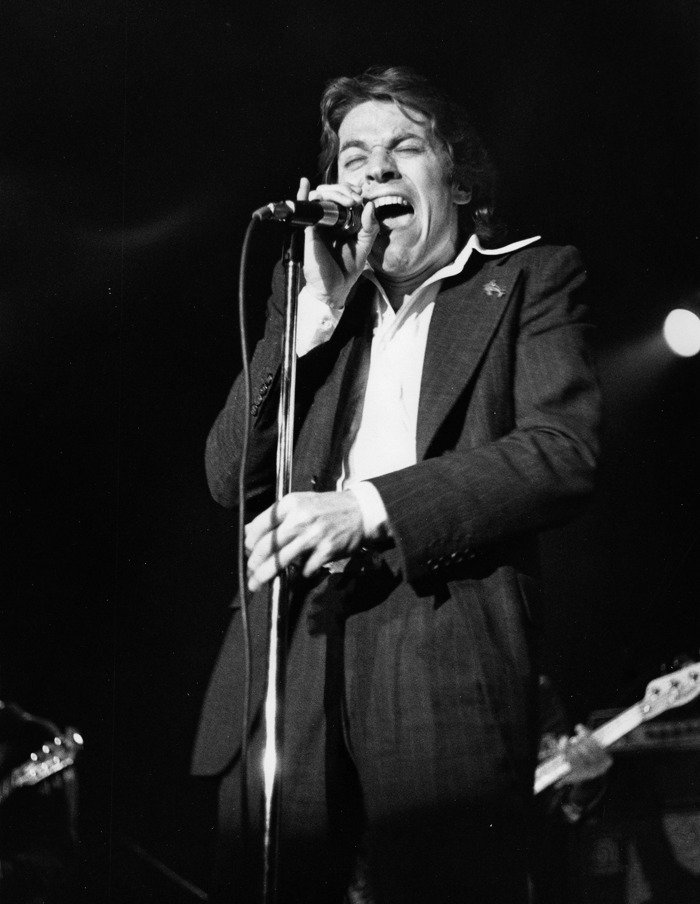
Robert Palmer (1986)

Robert Allen Palmer (* 19. Januar 1949 in Batley, England; † 26. September 2003 in Paris) war ein britischer Popmusiker.

## Leben
Seine Eltern zogen mit dem dreijährigen Robert nach Malta, wo er seine Kindheit verbrachte. Er hörte Musik von Soul-Künstlern wie Nat King Cole oder Otis Redding. 
In England wurde Palmer als Sänger verschiedener Bands regional bekannt. Mit The Alan Bown Set hatte er Ende der 1960er Jahre einen ersten kleinen Hit. Anschließend schloss er sich der Rockband Vinegar Joe an, in der er an der Seite von Elkie Brooks als Lead-Sänger fungierte. Nach der Auflösung von Vinegar Joe schloss Palmer mit Island Records einen ersten Plattenvertrag ab. Sein Debüt Sneakin’ Sally Through the Alley im Herbst 1974 beeindruckte allerdings nur die Kritiker und wurde ein kommerzieller Misserfolg. Auch das zweite Album Pressure Drop vom Herbst 1975 (unter Mitwirkung des Motown-Bassisten James Jamerson und eines Großteils der Band Little Feat) verkaufte sich nur mäßig. Daher änderte Palmer für das Album Some People Can Do What They Like die musikalische Richtung und mischte Rock mit Reggae. Damit begann langsam der kommerzielle Erfolg. Mit dem Album Double Fun und der daraus ausgekoppelten Single Every Kinda People gelang ihm im Frühjahr 1978 der Durchbruch. Das Lied und die erste Single Bad Case of Loving You aus dem Nachfolgealbum Secrets waren Mitte 1979 beides Top-20-Erfolge in den US-Charts.
In den Jahren 1980 und 1981 hatte Palmer dann seine größten Erfolge auf dem europäischen Kontinent. Das Lied Johnny and Mary war ein Top-10-Hit in den deutschsprachigen Ländern und ein Dreivierteljahr in den deutschen Charts, während es in den USA kaum zur Kenntnis genommen wurde. Das Album Clues und die zweite Single Looking for Clues erreichten ebenfalls die Top 10. Ende 1984 gründete Palmer zusammen mit John und Andy Taylor von der Band Duran Duran sowie Tony Thompson von Chic die Band Power Station, die im Frühjahr und Sommer 1985 die Hits Some Like It Hot, Get It On und Communication hatte. Die Band wurde von Bernard Edwards produziert.
Seinen größten Charthit hatte Palmer im Frühjahr 1986, als sein Song Addicted to Love es als einzige seiner Singles an die Spitze der Billboard Hot 100 schaffte, die sich dort eine Woche halten konnte und ihm 1987 sogar einen Grammy einbrachte. Im Video dazu sieht man Palmer mit einer Band aus fünf Models in schwarzen Miniröcken, die bewusst so in Szene gesetzt wurden, dass sie nicht glaubhaft das Spielen ihrer Instrumente vortäuschten. Ursprünglich hätten die hohen Passagen des Songs von Chaka Khan gesungen werden sollen, was aber durch Differenzen mit ihrer Plattenfirma nicht möglich wurde. Das zugehörige Album Riptide verkaufte sich alleine in den USA über 2 Millionen Mal. I Didn’t Mean to Turn You On war im Sommer 1986 ein zweiter Charthit aus dem Album.
Mitte 1988 erschien das Album Heavy Nova. Palmer gewann einen weiteren Grammy für seinen Song Simply Irresistible und mit diesem Album und dem folgenden Addictions Volume 1, seinem ersten Best-of-Album, hatte er zwei weitere Millionenseller in den USA. 1987 zog Palmer nach Lugano in die Schweiz. Ab Herbst 1990 war er wieder in Europa erfolgreich: Zusammen mit der Reggae-Band UB40 hatte er den europaweiten Hit I’ll Be Your Baby Tonight. Sein Lied Life in Detail gehörte zum Soundtrack des Erfolgsfilms Pretty Woman. Im Frühjahr 1991 hatte er mit einem Medley aus den Hits Mercy Mercy Me und I Want You von Marvin Gaye seinen letzten großen internationalen Hit. Im Mai 2003 veröffentlichte Palmer sein letztes Album Drive, das eine Sammlung von Blues-Interpretationen beinhaltete.
Palmer starb am 26. September 2003 im Alter von 54 Jahren in einem Pariser Hotel an einem Herzinfarkt. Er hinterließ zwei Kinder von seiner geschiedenen Ehefrau, mit der er bis 1993 verheiratet gewesen war.

## Diskografie
Studioalben

| Jahr | Titel                             | Höchstplatzierung, Gesamtwochen, AuszeichnungChartplatzierungen (Jahr, Titel, Platzierungen, Wochen, Auszeichnungen, Anmerkungen) | Höchstplatzierung, Gesamtwochen, AuszeichnungChartplatzierungen (Jahr, Titel, Platzierungen, Wochen, Auszeichnungen, Anmerkungen) | Höchstplatzierung, Gesamtwochen, AuszeichnungChartplatzierungen (Jahr, Titel, Platzierungen, Wochen, Auszeichnungen, Anmerkungen) | Höchstplatzierung, Gesamtwochen, AuszeichnungChartplatzierungen (Jahr, Titel, Platzierungen, Wochen, Auszeichnungen, Anmerkungen) | Höchstplatzierung, Gesamtwochen, AuszeichnungChartplatzierungen (Jahr, Titel, Platzierungen, Wochen, Auszeichnungen, Anmerkungen) | Anmerkungen                              |
| Jahr | Titel                             | DE | AT | CH | UK | US | Anmerkungen                              |
| ---- | --------------------------------- | --- | --- | --- | --- | --- | ---------------------------------------- |
| 1974 | Sneakin’ Sally Through the Alley  | — | — | — | — | US107 (15 Wo.)US | Erstveröffentlichung: September 1974     |
| 1975 | Pressure Drop                     | — | — | — | — | US136 (8 Wo.)US | Erstveröffentlichung: November 1975      |
| 1976 | Some People Can Do What They Like | — | — | — | UK46 (1 Wo.)UK | US68 (16 Wo.)US | Erstveröffentlichung: Oktober 1976       |
| 1978 | Double Fun                        | — | — | — | — | US45 (25 Wo.)US | Erstveröffentlichung: März 1978          |
| 1979 | Secrets                           | — | — | — | UK54 (4 Wo.)UK | US19 (24 Wo.)US | Erstveröffentlichung: Juni 1979          |
| 1980 | Clues                             | DE6 Gold · (44 Wo.)DE | — | — | UK31 (8 Wo.)UK | US59 (17 Wo.)US | Erstveröffentlichung: 26. September 1980 |
| 1983 | Pride                             | DE35 (7 Wo.)DE | — | — | UK37 (9 Wo.)UK | US112 (19 Wo.)US | Erstveröffentlichung: März 1983          |
| 1985 | Riptide                           | — | — | — | UK5 Gold · (37 Wo.)UK | US8 ×2Doppelplatin · (90 Wo.)US                                                                                                   | Erstveröffentlichung: November 1985      |
| 1988 | Heavy Nova                        | DE50 (4 Wo.)DE | — | — | UK17 Gold · (25 Wo.)UK | US13 Platin · (44 Wo.)US | Erstveröffentlichung: 22. Juni 1988      |
| 1990 | Don’t Explain                     | DE40 (23 Wo.)DE | AT17 (10 Wo.)AT | — | UK9 Gold · (20 Wo.)UK | US88 (28 Wo.)US | Erstveröffentlichung: 5. November 1990   |
| 1992 | Ridin’ High                       | — | — | — | UK32 (3 Wo.)UK | US173 (1 Wo.)US | Erstveröffentlichung: 20. Oktober 1992   |
| 1994 | Honey                             | DE76 (5 Wo.)DE | — | — | UK25 (4 Wo.)UK | — | Erstveröffentlichung: 20. September 1994 |
| 1999 | Rhythm & Blues                    | — | — | — | — | — | Erstveröffentlichung: April 1999         |
| 2003 | Drive                             | — | — | — | — | — | Erstveröffentlichung: 12. Mai 2003       |

grau schraffiert: keine Chartdaten aus diesem Jahr verfügbar

## Auszeichnungen
Grammy Award in der Kategorie Beste männliche Gesangsdarbietung – Rock (Best Rock Vocal Performance, Male):
- 1987 für Addicted to Love
- 1989 für Simply Irresistible

MTV Video Music Awards
- 1986: Best Male Video für Addicted to Love

RSH-Gold
- 1995: in der Kategorie „Klassiker des Jahres“[6]

## Trivia
Robert Palmers Lied Johnny and Mary wurde ab 1984 von Renault in einem TV-Spot verwendet; das musikalische Thema des Liedes war danach über acht Jahre die Erkennungsmelodie des Automobilherstellers. Ab 2021 wurde das Lied in einer Cover-Version der schwedischen Sängerin Hanna Hägglund in einer Renault-Werbung für Elektroautos verwendet.

## Chartliteratur
- Joel Whitburn: Joel Whitburn’s Top Pop Singles 1955–2006. Billboard Books, New York 2007, ISBN 978-0-89820-172-7.
- Joel Whitburn: The Billboard Albums. 6. Auflage. Record Research, 2006, ISBN 0-89820-166-7.
- British Hit Singles & Albums. 18. Auflage. Guinness World Records, 2005, ISBN 1-904994-00-8.
- Hit Singles. Volume 2: Complete UK Chart Data from 1952–2010. Virgin Books, 2010, ISBN 978-0-7535-2245-5.